# Шики (Кировская область)
Шики (Елесеиха) — бывшая деревня (слобода) в Кировской области, в составе муниципального образования «Город Киров». В настоящее время включена в черту Кирова.

## Географическое местоположение
Расположена у истока реки Люльченки, на юго-западе Кирова.

## История
Первое упоминание деревни датируется 1802 годом: в списке населённых мест Вятской губернии за этот год в составе Вятской округи Филейской волости она указана под названием Головина, здесь был 1 двор, где проживали 2 души мужского пола, черносошные крестьяне. Согласно списку населённых мест Вятской губернии 1959-1873 годов, казённая деревня Головизнинская 2-я, она же Шики или Елисеиха, входившая в состав 1-го Стана Вятского уезда и расположенная на реке Люличанке, слева от Ношульской просёлочной дороги из Вятки, здесь насчитывался 1 двор, 18 жителей (9 мужчин и 9 женщин). Согласно подворной описи 1887 года, деревня Головинская 2-я (Шики), входившая в состав 2-го Подгородного сельского общества Щербининской волости Вятского уезда Вятской губернии, где было 3 двора, 27 жителей обоего пола, государственные крестьяне, русские. На 1891 год здесь было 2 двора, где проживали 27 человек в составе 2-х семей, носившие фамилию Кочуров. Среди них было распространено кирпичное ремесло. В это время деревня относилась к приходу Всехсвятской церкви города Вятки. Согласно списку населённых мест Вятской губернии 1905 года, деревня насчитывала 8 дворов, где проживали 46 человек (16 мужчин и 30 женщин). На 1915 год упоминается как починок Головина, относившийся к приходу вятского Воскресенского собора.
По данным переписи населения СССР 1926 года, деревня Шики относилась к Красногорскому сельсовету Кировского района Кировской области и насчитывала 10 крестьянских хозяйств, где было 43 жителя (18 мужчин и 25 женщин). Согласно переписи населения СССР 1939 года здесь было уже 63 жителя (23 мужчины и 40 женщин). На 1950 год в Шиках имелось 23 хозяйства, проживали 89 человек. На 1978 год Красногорский сельсовет, куда входила деревня, находился в подчинении Октябрьского райсовета Кировского горсовета. По данным Всесоюзной переписи населения СССР 1989 года, наличное население Шиков составляло 246 человек (110 мужчин и 136 женщин), постоянное население было на 2 человека больше — 248 человек (111 мужчин и 137 женщин).
В ноябре 1994 года деревня Шики включена в черту Кирова.